# Kenny Moore
Kenneth Moore Jr. (Valdosta, 23 agosto 1995) è un giocatore di football americano statunitense che milita nel ruolo di cornerback per gli Indianapolis Colts della National Football League (NFL). Non selezionato nel Draft NFL 2017, firmò come undrafted free agent con i New England Patriots. Al college ha giocato a football per Valdosta State.

## Carriera universitaria
Moore frequentò la Valdosta State University dal 2013 al 2016 e giocò per i Valdosta State Blazers. Iniziò la carriera universitaria come cornerback per poi cambiare ruolo a safety nella sua stagione da senior. Nella sua prima stagione, come freshman, disputò dieci partite facendo registrare 18 tackle totali e un intercetto. Nella stagione 2014, come sophomore, Moore giocò in tutti i tredici incontri, facendo registrare 37 placcaggi totali (26 singoli), due intercetti e un fumble forzato. Nel 2015, come junior, disputò dodici partite e mise a segno 51 placcaggi (34 singoli), un sack e tre intercetti, due dei quali ritornati in touchdown. A fine stagione fu nominato nella prima formazione ideale All-GSC e nella seconda formazione ideale All-America della NCAA Division II. Nella stagione 2016, come senior, Moore giocò in undici partite, facendo registrare 65 placcaggi totali (45 singoli), tredici passaggi deviati, un sack e un record in carriera di cinque intercetti. A fine stagione fu nominato nella seconda formazione ideale All-GSC e nella prima formazione ideale All-America. Terminò la sua carriera universitaria con 46 presenze, 171 placcaggi (117 singoli), due sack, un fumble forzato, undici intercetti (due ritornati un touchdown) e 30 passaggi deviati.

## Carriera professionistica

### New England Patriots
Non selezionato nel Draft NFL 2017, Moore firmò come undrafted free agent con i New England Patriots. Il 5 maggio 2017 firmò un contratto triennale del valore di 1,66 milioni di dollari. Nonostante una buona prestazione nel ritiro estivo e durante il precampionato, il 2 settembre 2017 Moore venne svincolato dai Patriots.

### Indianapolis Colts

#### Stagione 2017
Il 3 settembre 2017, Moore firmò con gli Indianapolis Colts. Fu nominato quinto cornerback per l'inizio della stagione 2017, dopo Vontae Davis, Rashaan Melvin, Nate Hairston e Quincy Wilson.
Fece il suo debutto da professionista nella partita inaugurale della stagione contro i Los Angeles Rams, mettendo a segno un solo tackle; i Colts furono sconfitti per 9–46. Moore partì da titolare per la prima volta in carriera nel tredicesimo turno contro i Jacksonville Jaguars, sostituendo il compagno di squadra Melvin infortunato; fece registrare cinque placcaggi totali, ma i Colts furono sconfitti per 10–30. Dopo che Melvin venne segnato nella lista delle riserve, Moore rimase titolare per i restanti quattro incontri della stagione. Il 14 dicembre 2017, nella partita del quindicesimo turno contro i Denver Broncos, Moore mise a segno sei placcaggi totali e il suo primo intercetto in carriera ai danni del quarterback Trevor Siemian; ciononostante i Colts furono sconfitti per 16–23. Terminò la sua stagione da rookie con sedici presenze (di cui cinque da titolare), 33 placcaggi totali (28 singoli e 5 assistiti), un intercetto e un fumble forzato e cinque passaggi deviati.

#### Stagione 2018
Durante il ritiro estivo, Moore dovette competere con Hairston, e Pierre Desir per il ruolo di cornerback titolare. Fu nominato titolare insieme a Hairston per l'inizio della stagione 2018.
Moore partì da titolare nella gara inaugurale della stagione contro i Cincinnati Bengals, mettendo a segno tre placcaggi totali, un intercetto e un passaggio deviato; i Colts furono sconfitti per 23–34. A causa di una commozione cerebrale dovette saltare la partita del quinto turno contro i New England Patriots. Nell'undicesimo turno contro i Tennessee Titans, Moore mise a segno un record stagionale di 10 placcaggi (9 solitari); i Colts vinsero per 38–10. Chiuse la stagione regolare con 15 presenze da titolare, 77 placcaggi totali (63 solitari e 15 assistiti), 1,5 sack, tre intercetti, un fumble forzato e 11 passaggi deviati.
Moore disputò da titolare la sua prima partita nei play-off, il Wild Card Game contro gli Houston Texans, mettendo a segno sei placcaggi totali, (cinque solitari), un sack, un intercetto e due passaggi deviati. Partì da titolare anche nel turno successivo, il Divisional Play-off contro i primi in classifica Kansas City Chiefs, facendo registrare 13 placcaggi totali (8 solitari e 5 assistiti), due sack, e un passaggio deviato; i Colts furono sconfitti per 13–31, mettendo fine alla loro stagione.

#### Stagione 2020
Nel 14º turno Moore fu premiato come miglior difensore della AFC della settimana per la sua prestazione contro i Las Vegas Raiders in cui mise a segno 5 tackle, un intercetto e forzò un fumble.

#### Stagione 2021
Nel 2021 Moore fu convocato per il suo primo Pro Bowl dopo avere fatto registrare 102 tackle, un sack e 4 intercetti.

#### Stagione 2023
Nel nono turno contro i Carolina Panthers, Moore mise a segno due intercetti su Bryce Young ritornandoli entrambi in touchdown rispettivamente per 49 e 66 yard. Per questa prestazione fu premiato come miglior difensore della AFC della settimana.

## Palmarès
- Convocazioni al Pro Bowl: 1

2021
- Difensore della AFC della settimana: 2

14ª del 2020, 9ª del 2023